# 类雀稗
类雀稗（学名：Paspalidium flavidium），为禾本科类雀稗属下的一个植物种。